# Wellington Challenger 1993
Il Wellington Challenger 1993 è stato un torneo di tennis facente parte della categoria ATP Challenger Series nell'ambito dell'ATP Challenger Series 1993. Il montepremi del torneo era di $50.000+H ed esso si è svolto nella settimana tra il 4 gennaio e il 10 gennaio 1993 su campi in cemento indoor. Il torneo si è giocato nella città di Wellington in Nuova Zelanda.

## Vincitori

### Singolare
Byron Black ha sconfitto in finale  Tommy Ho con il punteggio di 6–4, 4–6, 6–1

### Doppio
Paul Annacone /  Byron Black hanno sconfitto in finale  Mark Knowles /  Roger Smith con il punteggio di 6–2, 7–6